# ISO 3166-2:SH
Kódy ISO 3166-2 pro Svatou Helenu, Ascension a Tristana da Cunha identifikují 3 regiony (stav v roce 2015). První část (SH) je mezinárodní kód pro celé toto britské zámořské území, druhá část sestává ze dvou písmen identifikujících region.

## Seznam kódů
```
SH-AC 
Ascension
 (Georgetown)
SH-SH 
Svatá Helena
 (Jamestown)
SH-TA 
Tristan da Cunha
 (Settlement of Edinburgh)
```